# Saitama Wild Knights
Saitama Wild Knights (anteriormente conocido como Panasonic Wild Knights) es un equipo profesional de rugby de Japón con sede en la ciudad de Ōta, prefectura de Gunma (Región de Kantō),  que jugaba en la Top League. En 2021, se trasladó 13 kilómetros al sur, a Kumagaya,  prefectura de Saitama, y, en consecuencia, cambió su nombre a Saitama Wild Knights. Actualmente juega en la Japan Rugby League One, el principal torneo de rugby de Japón. 
Inspirado por Tony Brown como apertura (aunque no era capitán), dominó la liga en su quinta temporada y fue el primer equipo en mantenerse invicto en una temporada de la Top League.

## Historia

### Primeros años (1960 a 1975)
Los Wild Knights fueron fundados en 1960 por antiguos alumnos de la Escuela Industrial de Kumagai y trabajadores de la corporación Sanyo de Tokio. Inicialmente un equipo amateur de una empresa, compitió en las ligas de Kantō durante la década de 1960, ascendiendo gradualmente en las filas de la pirámide de rugby de la prefectura.
En 1968 emprendieron la primera gira de su historia cuando viajaron a Corea del Sur para enfrentarse a varios equipos universitarios y empresariales allí. En 1971 ganaron su primer Campeonato de Rugby de Kantō, después de haber surgido de la 4ª división solo 9 años antes. Este éxito fue seguido la temporada siguiente con un título de campeonato consecutivo, un testimonio de la creciente fortuna del club de Gunma.

### Crecimiento y éxito (1975 a 2002)
Después de algunos segundos puestos, el club ganó siete títulos consecutivos entre 1976 y 1982, convirtiéndose en la fuerza dominante del rugby en Kantō-chihō. Se añadieron más títulos en 1986 y 1987, antes de que los Wild Knights participaran en el nuevo Campeonato de Rugby del Este de Japón contra otros clubes importantes de Kantō y Tōhoku. El rugby en Japón era un deporte en crecimiento que gradualmente ganaba popularidad y competitividad fuera de sus bastiones habituales en las salas de descanso de las empresas y los campus universitarios. Aunque todavía eran nominalmente amateurs, los Wild Knights utilizaron su posición en la corporación Tokyo Sanyo para contratar extranjeros talentosos para que "trabajaran" para la empresa con la verdadera intención de jugar para el equipo de rugby. Conocido como " chamateurismo ", se volvió rampante en el rugby, así como en el fútbol y el béisbol.
Debido a la fusión de Tokyo Sanyo Electric con Sanyo Electric en 1986, el nombre del equipo se cambió a Sanyo Electric Rugby Team. La primera temporada de la nueva liga del Este de Japón se logró en 1988, y se obtuvieron más títulos en 1990 y 1991. Durante la década de 1990 se consiguieron más títulos y en mayo de 1997 se inauguró oficialmente el nuevo estadio del club en Ryumai-cho.

### Era Top League (2003 a 2012)
En 2003, la Unión Japonesa de Rugby Football lanzó la Top League, la primera competición nacional de rugby de Japón. La Top League, que se celebra anualmente entre septiembre y febrero, marcaría un nuevo futuro para el deporte en Japón y una estructura totalmente profesional ayudaría a clubes como los Wild Knights a atraer mejores jugadores.
Inmediatamente antes del lanzamiento de la Top League en 2003, el club cambió su nombre a "Sanyo Wild Knights". En la primera temporada de la Top League, el club terminó en séptimo lugar, pero logró ganar el Premio Fair Play 2003-04. La liga de ese año la ganaron los Kobe Kobelco Steelers. Los fanáticos de Wild Knights también recibieron el Premio Especial de Japón por su apoyo y atmósfera. El medio scrum titular del club, Wataru Ikeda, también fue elegido para el Mejor XV de la liga ese año.
La temporada siguiente pareció reflejar la primera, ya que los fanáticos de los Wild Knights recibieron nuevamente el Premio Especial y el club terminó en séptimo lugar. Salieron de la Microsoft Cup en la primera ronda. En 2006, terminaron subcampeones en la liga y sus miembros Tony Brown y Yamauchi Tomokazu fueron seleccionados para el Mejor XV de la liga.
En 2008, el club se coronó campeón de la Top League, logrando un récord de 13 partidos invicto en su camino hacia el título. El club ganó su segunda corona de la Liga Superior en 2010, pero perdió en los playoffs. Sin embargo, el éxito del club se reflejó en el hecho de que Naoki Kawamata, Shota Horie, Seiichi Shimomura, Tomoki Kitagawa y Atsushi Tatanabe fueron seleccionados en el Mejor XV de la liga. El fullback Atsushi Tatanabe también fue coronado como el máximo goleador y mejor pateador de la liga en 2009.
En 2011, a pesar de terminar en tercer lugar durante la temporada de la liga regular, el club ganó los play-offs del campeonato al vencer a Suntory Sungoliath 28-23 en la final. Akihito Yamada fue nombrado MVP de toda la temporada. El club quedó subcampeón en los play-offs en 2012.

### Panasonic Wild Knights (2012 a 2021)
Antes del inicio de la temporada 2012-13, el club fue vendido a la corporación Panasonic y pasó a llamarse Panasonic Wild Knights, el nombre que lleva actualmente. Los colores del equipo cambiaron de rojo y negro a predominantemente azul y negro.
En 2014, el entrenador principal Norifumi Nakajima dejó el club luego de un histórico doble campeonato, la Top Leaguey el All-Japan Rugby Football Championship durante la temporada 2013-14. El 21 de abril de 2014, se confirmó que el ex entrenador en jefe de los Wallabies y Crusaders, Robbie Deans, se convertiría en el nuevo entrenador de Panasonic Wild Knights.

## Palmarés
- Japan Rugby League One (6): 2010, 2014, 2015, 2016, 2021, 2022
- All-Japan Championship (2): 2008, 2011